# Omár
Az Omár arab eredetű férfinév, jelentése: szépen beszélő, ékesen szóló.

## Gyakorisága
Az 1990-es években szórványos név, a 2000-es években nem szerepel a 100 leggyakoribb férfinév között.

## Névnapok
- szeptember 9.[2]

## Híres Omárok
- Omar Sharif – egyiptomi színész
- I. Omár kalifa